# Homosetia costisignella
Homosetia costisignella är en fjärilsart som beskrevs av James Brackenridge Clemens 1863. Homosetia costisignella ingår i släktet Homosetia och familjen äkta malar. Inga underarter finns listade i Catalogue of Life.